# A-Yo
«A-Yo» es una canción interpretada por la cantautora estadounidense Lady Gaga, incluida en su quinto álbum de estudio, Joanne (2016). Gaga la compuso junto a Hillary Lindsey, Mark Ronson y BloodPop, y producida igualmente en conjunto por todos, con excepción de Lindsey. Fue lanzada el 18 de octubre de 2016 por Interscope Records como el primer sencillo promocional de Joanne. Es una canción rápida de género country pop y de acuerdo con Gaga, su letra habla sobre «dejar a los haters hechos polvo».

## Antecedentes y grabación
«A-Yo» estrenó el 18 de octubre de 2016 en la radio Beats 1 y poco después se lanzó de manera digital. La mayor parte de la canción fue grabada en los Electric Lady Studios de Nueva York, y posteriormente fue retocada en los Estudios Shangri-La en Malibú, California, mientras que su mezcla se realizó en los MixStar Studios de Virginia Beach. Gaga la compuso junto a Hillary Lindsey, Mark Ronson y BloodPop, y la produjo junto a estos dos últimos. «A-Yo» es una canción animada de género country pop con un tempo allegro de 150 pulsaciones por minuto. De acuerdo con la misma intérprete, su letra habla sobre «callar a los haters» y «dejarlos hechos polvo». Aunque, algunos críticos mencionaron que también describe una relación sexual en un automóvil.

## Comentarios de la crítica
«A-Yo» recibió críticas variadas de parte de los expertos, aunque la mayoría fueron de carácter positivo. Daniel Welsh de The Huffington Post la describió como una mezcla de «MANiCURE» de ARTPOP y «Americano» de Born This Way, pero con un toque country, diciendo además que es de las pocas canciones del álbum que capta la esencia de los antros. Andy Gill de The Independent mencionó que «A-Yo» es, junto a «John Wayne», uno de los mejores temas dentro de Joanne. Michelle Lulic de Bustle dijo que el estribillo es tan pegadizo que «es casi imposible no empezar a cantarla una vez que ya la escuchaste por primera vez». Tricia Gilbride de Mashable coincidió con los comentarios y expresó que es «ridículamente pegadiza». No obstante, Maeve McDermott de USA Today sostuvo que las canciones más parecidas a los antiguos éxitos de Gaga como «A-Yo» son de las más débiles dentro de Joanne, mientras que Jon Caramanica de The New York Times consideró que la canción suena como «una parodia de Britney Spears que suele ser interpretada en musicales de series como Glee».

## Presentaciones en vivo
Gaga interpretó «A-Yo» en vivo por primera vez el 5 de octubre de 2016 en el concierto de apertura de su Dive Bar Tour, y la volvió a cantar en los dos espectáculos siguientes de la gira. El 22 del mismo mes, la presentó en el programa Saturday Night Live junto a «Million Reasons». Durante la actuación, utilizó dos piezas plateadas y escarchadas, además del sombrero rosado de la portada de Joanne. Varios diarios y periódicos como Billboard y Vanity Fair reseñaron positivamente la presentación, asegurando que fue muy «energético» y la artista se veía «más natural que nunca». Cuatro días más tarde, la volvió a interpretar en el programa The Late Late Show with James Corden, con los segmentos siendo mostrados antes de los comerciales. El 30 de noviembre, se llevaron a cabo las grabaciones del Victoria's Secret Fashion Show, donde Gaga realizó un popurrí de «A-Yo» y «John Wayne» usando un traje de una pieza negro con brillos, al que más tarde le añadió una chaqueta blanca con unas alas hechas de plumas. También fue incluida en el repertorio de su quinta gira como solista, Joanne World Tour.

## Semanales
| Canadá         | Canadian Hot 100       | 55  |
| Escocia        | Scottish Singles Chart | 55  |
| Estados Unidos | Billboard Hot 100      | 66  |
| Estados Unidos | Digital Songs          | 19  |
| Francia        | French Singles Chart   | 167 |
| Irlanda        | Irish Singles Chart    | 67  |
| Reino Unido    | UK Singles Chart       | 66  |
| Suiza          | Swiss Singles Chart    | 62  |

### Certificaciones
| País   | Organismo certificador | Certificación | Ventas certificadas | Ref.   |
| ------ | ---------------------- | ------------- | ------------------- | ------ |
| Brasil | ABPD                   | Oro           | 20 000              | [ 30 ] |